# Joop Ubaghs-Huisman
Johanna Charlotte (Joop) Ubaghs-Huisman (Rotterdam, 5 december 1931 – Standdaarbuiten, 14 november 2009) was een Nederlands politicus van het CDA.
Ubaghs heeft vijf jaar gewoond op West Java in het toenmalige Nederlands-Indië en bracht de rest van haar jeugd vooral door in de omgeving van Paleis Soestdijk. Haar vader was een van de door de Japanners gevangengenomen KNIL-militairen die omkwamen toen de Junyo Maru op 18 september 1944 werd getorpedeerd door een Britse onderzeeboot. Ze was bibliotheekmedewerker in Zwijndrecht en daarnaast gemeenteraadslid in Hendrik-Ido-Ambacht voordat ze in november 1990 benoemd werd tot burgemeester van Standdaarbuiten. Op 1 januari 1997, de dag dat ze met pensioen ging, ging Standdaarbuiten op in de gemeente Zevenbergen (in april 1998 hernoemd tot de gemeente Moerdijk). Eind 2009 overleed ze op 77-jarige leeftijd. Ze was dame in de Orde van Sint-Lazarus.